# Saivorivier
Saivorivier (Zweeds – Fins: Saivojoki) is een rivier annex beek, die stroomt in de Zweedse  gemeente Kiruna. Het riviertje ontwatert een moeras ten westen van Idivuoma. Ze slingert via het Saivomeer naar het Idimeer. De rivier is circa zes kilometer lang.
Afwatering: Saivorivier → Idirivier →  Muonio → Torne → Botnische Golf